# 蓝尾石龙子
蓝尾石龙子（学名：Plestiodon elegans）又名五線石龍子，俗名蓝尾四脚蛇。为石龙子科石龙子属的爬行动物，分布於釣魚台列嶼與琉球群島、臺灣、中國大陸華北至華南，以及越南。该物种的模式产地在中國大陸上海、宁波，以及臺灣本島與澎湖群島。

## 描述

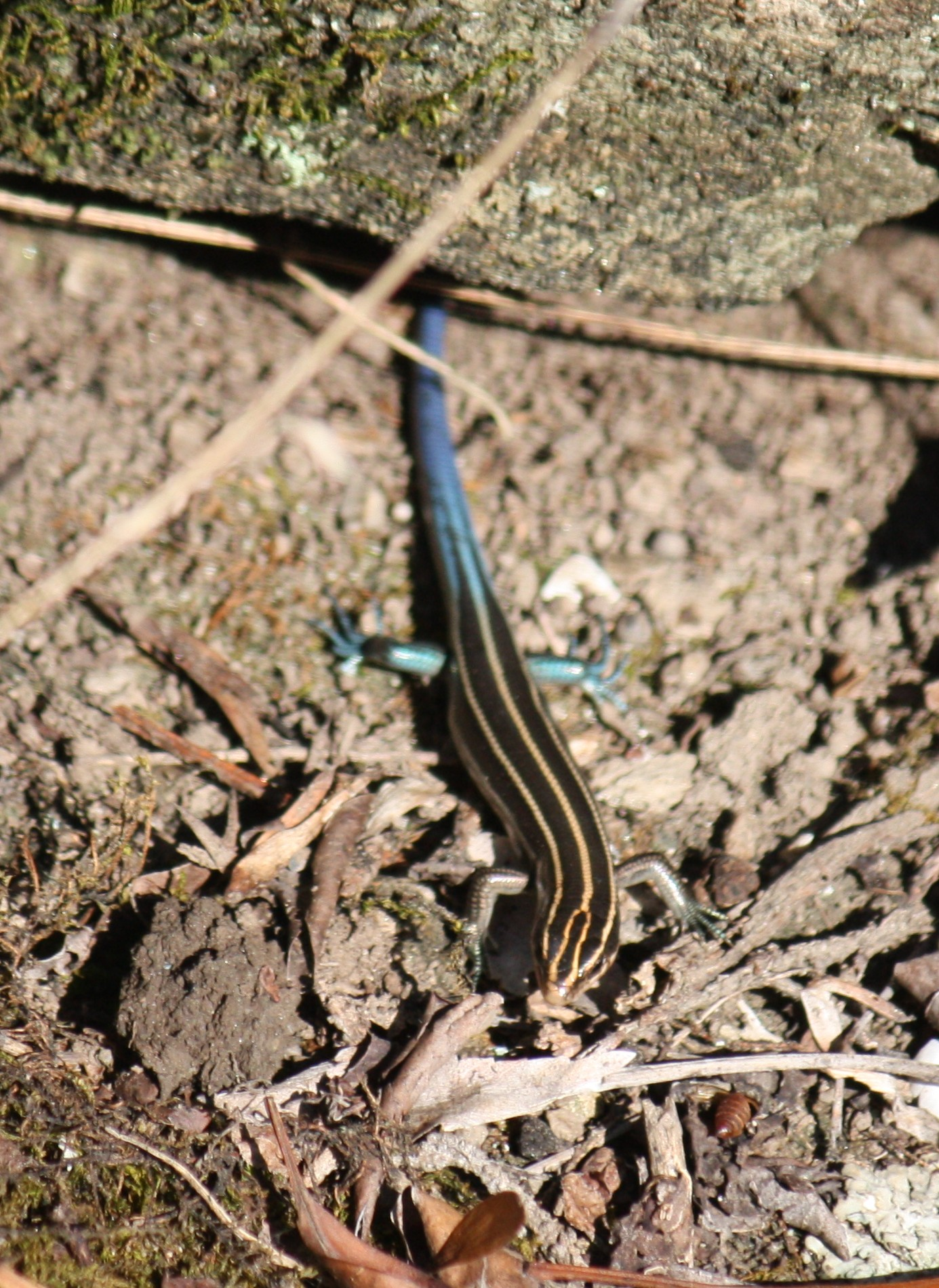
太魯閣峽谷，台灣

體長可達9公分，尾長約體長1.5倍。幼體藍色的尾部和背部的五條金色縱紋是其顯著的特徵，但這2個特徵會在幼體成長過程中逐漸消失。成體背部為褐色或灰褐色，體側有紅暗色斑紋，腹部為灰白色。
全身鱗片光滑，成蜥後腿外側近股部有不規則排列的大形鱗片。

## 習性
日行性，以昆蟲及小型無脊椎動物為食。一年可生二次以上，每次可產4-8個蛋。冬眠期為11-2月；生殖活動期為3-10月。

## 棲地
常栖息于山区路旁草、石缝、树林下溪边乱石堆杂草中。其生存的海拔范围为100至1830米，分佈範圍廣泛。

## 保护
本种于2023年被收录入《有重要生态、科学、社会价值的陆生野生动物名录》。